# Я люблю Новый год
«Я люблю Новый год» (хинди आई लव न्यू ईयर, англ. I love NY) — индийская мелодрама 2013 года, неавторизованный ремейк советского фильма «Ирония судьбы, или С лёгким паром!» (1975) с отдельными элементами его сиквела «Ирония судьбы. Продолжение» (2007). Премьера в Индии состоялась 10 июля 2015 года. В фильме звучит множество характерных для индийского кино песен. Съёмки прошли в Нью-Йорке, Мумбаи и Бангкоке.
В английском названии фильма обыграна аббревиатура NY («Я люблю NY») — она может обозначать как Новый год (New Year), так и Нью-Йорк (New York), где происходит действие фильма.

## Сюжет
Рандхир Сингх, выходец из Индии, работает в банковской сфере в Чикаго, и он — настоящий трудоголик. Рандхиру уже стукнуло 40 лет, но он до сих пор не женат, потому что стеснителен с женщинами. Перед Новым годом он, наконец, преодолевает робость и решается отметить Новый год со своей девушкой Риа у себя в квартире, где собирается сделать ей предложение. 
Тикку — 26-летняя учительница из Нью-Йорка. Новый год она намеревается встречать со своим женихом Ишаном. 
Рандхир после грандиозной попойки с друзьями в сауне оказывается в самолёте, улетает в Нью-Йорк и попадает в квартиру Тикку. Его ключ подходит к замку, и войдя, Рандхир видит, что интерьер жилища выглядит точно так же, как в его квартире. Так банковский служащий оказывается в гостях у учительницы, знакомится с её ревнивым женихом, с её коллегами по работе и лучшей подругой. После череды нелепых и забавных ситуаций Рандхир и Тикку расстаются. Рандхир возвращается домой и к своей работе, но не может забыть о девушке, с которой познакомился в Нью-Йорке.

## Отношение создателей к оригиналу
В титрах фильма не упоминаются авторы советского оригинала. Режиссёр и автор сценария советской картины Эльдар Рязанов, по словам его помощницы, ничего не знал об индийском ремейке и не имел к нему никакого отношения.

## В ролях
- Санни Деол — Рандхир
- Кангана Ранаут — Тикку
- Прем Чопра — Сингх Дходи, отец Рандхира
- Навин Чоудхари — Ишан
- Танништха Чаттерджи — Риа
- Рима Лагу
- Майя Алагх
- Манодж Джоши
- Джитен Мухи
- Вираг Мишра

## Критика
Сайт FridayRelease дал фильму 2 балла из 5 и отметил, что картина не привносит ничего нового, однако похвалил игру актрисы Канганы Ранаут. Немецкий кинокритик Михель Шлех дал фильму отрицательную оценку.